# Fidelis Uga Orgah
Fidelis Uga Orgah (* 29. März 1953 in Adim Akpa, Protektorat Nordnigeria; † 7. Dezember 2000) war ein nigerianischer römisch-katholischer Geistlicher und Bischof von Otukpo.

## Leben
Fidelis Uga Orgah besuchte die Mount Saint Michael Secondary School in Aliade. Am 16. März 1979 empfing Orgah in Adim Akpa durch den Bischof von Makurdi, Donal Joseph Murray CSSp, das Sakrament der Priesterweihe. Später wirkte er als Pfarrer der Pfarrei St. Mary in Otukpo.
Am 10. Juli 1995 ernannte ihn Papst Johannes Paul II. zum ersten Bischof von Otukpo. Der emeritierte Bischof von Makurdi, Donal Joseph Murray CSSp, spendete ihm am 28. Oktober desselben Jahres die Bischofsweihe; Mitkonsekratoren waren der Bischof von Makurdi, Athanasius Atule Usuh, und der Bischof von Idah, Ephraim Silas Obot.